# یارگو

یارگو شهری در شهرستان سیگله در استان بولکیمده در بورکینافاسوی غربی مرکزی است جمعیت آن ۲۱۵ نفر است.